# Phyllophaga knausi
Phyllophaga knausi är en skalbaggsart som beskrevs av Schaeffer 1907. Phyllophaga knausi ingår i släktet Phyllophaga och familjen Melolonthidae. Inga underarter finns listade i Catalogue of Life.